# Patriarcha Grado
Patriarcha Grado był jednym z patriarchów w Kościele katolickim w okresie średniowiecza. 
Powstanie patriarchatu wiąże się ze schizmą z 557 roku, kiedy biskup Akwilei, Paulinus, przeniósł swoją siedzibę do Grado i ogłosił się patriarchą. W 606 nastąpiło pojednanie z Rzymem, wtedy też podniesiono Akwileję do rangi patriarchatu, rozdzielając ją od patriarchatu w Grado.
W 1451 patriarchat włączono do nowo utworzonego Patriarchatu Wenecji.

## Patriarchowie Grado
- Paulin I (557-569)
- Probin (569-570)
- Eliasz (571-586)
- Sewer (586-606)

Unia z Rzymem w 606
- Candidianus (606-612)
- Epiphanius (612-613)
- Ciprianus (613-627)
- Primogenius (630-648)
- Maximus II (649)

?
- Stephanus II (670-?)
- Christophoros (685-?)
- Johannes (?-802/803)
- Fortunatus z Triestu (803–825)
- Fortunatus (przed 1020)
- Vitale Candiano (?-1017)
- Domenic (ok. 1050)
- Enrico Dandolo
- Giles (ok. 1300)
- Fortanerius Vassalli (1361)
- Thomas z Frignano (1372)

?
- Francis Lando (ok. 1400)

?
- Domenico Michel (1445-1451)

W 1451 włączenie do patriarchatu Wenecji